# Ikafalva
Ikafalva (románul Icafalău) falu Romániában Kovászna megyében. Közigazgatásilag Csernátonhoz tartozik.

## Nevének eredete
A szó valószínűleg a török-mongol nyelvből származik (talán Kun): ika = nagy. Tehát szó szerint azt jelenti: "nagy falu".

## Fekvése
Kézdivásárhelytől 8 km-re nyugatra a Bodoki-hegység keleti oldalán a Sajgó-patak mellett fekszik.

## Története
A települést 1334-ben Ika néven említik először.  Az Ika és a Csernáton patak találkozásánál keskeny fennsíkon állnak Ika várának romjai, keleti tornya kb. 10 m magasságban áll. Építéséről és pusztulásáról nincsenek adatok. Régi temploma a Paphegyen áll, 13. századi eredetű. 
Egykor fal vette körül, ma elhagyottan omladozik. 1875 körül bontották le, amikor az új református templomot építették. A Lukács Péter-ház 18. századi. 1910-ben 630, 1992-ben 306 magyar lakosa volt. A trianoni békeszerződésig Háromszék vármegye Kézdi járásához tartozott.

## Híres emberek
- Itt született 1751-ben Andrád Sámuel író, anekdotagyűjtő.

## Hivatkozások

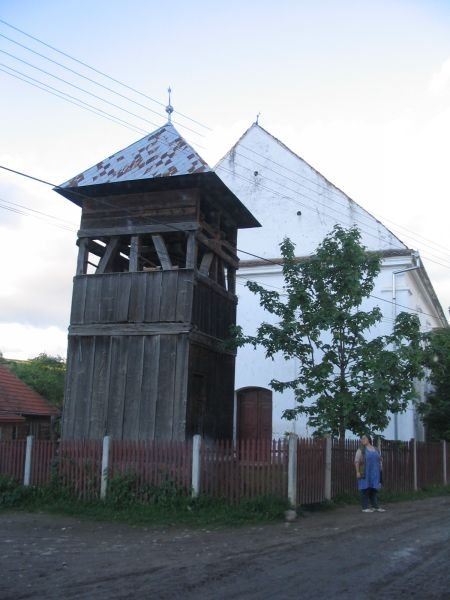
Református templom